# Aeroportul Maiduguri
Aeroportul Maiduguri (IATA: MIU, ICAO: DNMA) este un aeroport din Statul Borno, Nigeria ce deservește zona Maiduguri. Aeroportul a fost tranzitat în 2021 de 213.458 de pasageri. A fost numit după zona deservită.
Situat la o altitudine de 335 m, aeroportul dispune de 1 pistă.

## Infrastructură

### Piste
Aeroportul dispune de o singură pistă. Pista are orientarea 05/23. 